# Kamil Michalski
Kamil Michalski (ur. 29 marca 1987 w Bydgoszczy) – polski koszykarz grający na pozycji rozgrywającego. W 2004 roku został sprowadzony do Anwilu Włocławek. Michalski do kujawskiej drużyny dołączył jako utalentowany junior, nie spełnił jednak pokładanych w nim nadziei. W sezonie 2007/2008 grał na wypożyczeniu w AZS Koszalin oraz Big Star Tychy (1. liga).

## Przebieg kariery
- MKS Novum Bydgoszcz (2002–2004)
- Anwil Włocławek (2004–2007)
- AZS Koszalin / Big Star Tychy (2007–2008)
- Anwil Włocławek (2008–2009)
- KKK MOSiR Krosno (2009-2010)
- Siden Polski Cukier Toruń (2010-2011)
- Spójnia Stargard (2012-2013)

## Osiągnięcia
Drużynowe
- Wicemistrz Polski (2017)[1]

Indywidualne
- Uczestnik meczu gwiazd U–21 polskiej ligi (2006)[2]

Reprezentacja
- Uczestnik mistrzostw Europy:
  - U–18 (2005 – 15. miejsce)
  - U–20 dywizji B (2006 – 4. miejsce, 2007 – 5. miejsce)